# Namco
Namco Ltd. (jap. 株式会社ナムコ Kabushiki Kaisha Namuko) – japońska korporacja wydająca i dystrybuująca gry komputerowe.
Pac-Man jest najlepiej sprzedająca się grą Namco.

## Wybrane gry
- Pac-Man
- Pole Position
- Tekken
- Soul Calibur
- Eternal Sonata
- Ridge Racer
- Galaga
- Time Crysis
- X-Rally
- Mappy
- Ace Combat 3: Electrosphere
- Dig Dug